# ARFU Asian Rugby Championship (1969-2006)
Il campionato asiatico di rugby (in inglese ARFU Asian Rugby Championship) fu il campionato continentale asiatico di rugby a 15 dal 1969 al 2004.
Organizzato dall'Asian Rugby Football Union, si tenne su base biennale a partire dalla terza edizione del 1972, e fu disputato fino al 2004, anno in cui fu sostituito dalle Asian Series.
Storicamente dominato dal Giappone, che vinse 14 delle 19 edizioni disputate, vide come antagonista più accreditata la Corea del Sud, che si aggiudicò le altre cinque edizioni.
La formula normalmente adottata per la competizione fu quella del girone all'italiana; i Paesi che ospitarono più edizioni del torneo furono Giappone e Hong Kong (quattro volte ciascuno); la Thailandia l'ospitò tre volte, mentre Malaysia, Singapore, Sri Lanka e Taiwan l'ospitarono due volte ciascuna.

## Storia
Il campionato asiatico di rugby fece seguito alla nascita della confederazione continentale, l'Asian Rugby Football Union: infatti il 15 dicembre 1968 i rappresentanti di diverse federazioni (Giappone, Hong Kong, Thailandia, Corea del Sud e altri)) si riunirono a Bangkok per fondare una federazione continentale, il cui primo atto fu l'istituzione di un campionato internazionale a partire dal 1969.
La prima edizione si tenne nel 1969 in Giappone e fu vinta dalla squadra di casa., che così inaugurò la sua tradizione di successo nella storia del torneo: le prime sette edizioni furono infatti appannaggio della Nazionale del Sol Levante e solo nel 1982 si vide la prima vittoria di un'altra squadra, la Corea del Sud, peraltro l'unica — insieme al citato Giappone — a iscrivere il suo nome nel palmarès dei campioni asiatici.
La stessa Corea del Sud si confermò come seconda forza continentale, riportando undici volte la piazza d'onore; altre Nazionali che si affacciarono al secondo posto furono Hong Kong, due volte, e Sri Lanka; il terzo posto fu appannaggio in maniera più o meno uniforme tra la citata Hong Kong e Taiwan e — più saltuariamente — Thailandia e Singapore.
A partire dalla terza edizione del torneo, tenutasi nel 1972, iniziò la cadenza biennale della competizione, la cui seconda edizione si era tenuta nel 1970, a solo un anno di distanza da quella inaugurale.
L'ultima edizione ufficialmente tenutasi, la diciannovesima, fu quella del 2004 a Hong Kong, che vide la vittoria del Giappone per la quattordicesima volta.
L'edizione del 2006, che si sarebbe dovuta tenere in Sri Lanka, fu altresì sospesa per decisione d'urgenza dell'International Rugby Board a causa di una recrudescenza della guerra civile in quel Paese e successivamente posticipata, sebbene senza valore di titolo continentale; gli incontri inizialmente previsti per tale edizione di torneo si svolsero comunque perché essa doveva fungere anche da terzo turno delle qualificazioni asiatiche alla Coppa del Mondo di rugby 2007.
Non si tennero più altre edizioni dell'Asian Rugby Championship, il quale fu rimpiazzato dalle Asian Rugby Series a partire dal 2005, in seguito, dal torneo Asian Five Nations disputato fino al 2014 e infine dall'odierno Asia Rugby Championship.

## Albo d'oro
Palmarès della competizione.
| Edizione | Squadre | Sede         | Campione      | 2ª classificata | 3ª classificata   |
| -------- | ------- | ------------ | ------------- | --------------- | ----------------- |
| 1969     | 5       | Tokyo        | Giappone      | Hong Kong       | Thailandia Taiwan |
| 1970     | 5       | Bangkok      | Giappone      | Thailandia      | Hong Kong         |
| 1972     | 7       | Hong Kong    | Giappone      | Hong Kong       | Thailandia        |
| 1974     | 8       | Colombo      | Giappone      | Sri Lanka       | Corea del Sud     |
| 1976     | 8       | Tokyo        | Giappone      | Corea del Sud   | ―                 |
| 1978     | 7       | Kuala Lumpur | Giappone      | Corea del Sud   | Singapore         |
| 1980     | 8       | Taipei       | Giappone      | Corea del Sud   | Hong Kong         |
| 1982     | 8       | Singapore    | Corea del Sud | Giappone        | Hong Kong         |
| 1984     | 8       | Fukuoka      | Giappone      | Corea del Sud   | Taiwan            |
| 1986     | 8       | Bangkok      | Corea del Sud | Giappone        | Thailandia        |
| 1988     | 8       | Hong Kong    | Corea del Sud | Giappone        | Hong Kong         |
| 1990     | 8       | Colombo      | Corea del Sud | Giappone        | Hong Kong         |
| 1992     | 8       | Hong Kong    | Giappone      | Hong Kong       | Corea del Sud     |
| 1994     | 8       | Kuala Lumpur | Giappone      | Corea del Sud   | Hong Kong         |
| 1996     | 7       | Taipei       | Giappone      | Corea del Sud   | Hong Kong         |
| 1998     | 10      | Singapore    | Giappone      | Corea del Sud   | Hong Kong         |
| 2000     | 8       | Aomori       | Giappone      | Corea del Sud   | Taiwan            |
| 2002     | 11      | Bangkok      | Corea del Sud | Giappone        | Hong Kong         |
| 2004     | 12      | Hong Kong    | Giappone      | Corea del Sud   | Hong Kong         |